# Dochia
Dochia è un comune della Romania di 2 647 abitanti, ubicato nel distretto di Neamț, nella regione storica della Moldavia. 
Il comune è formato dall'unione di 2 villaggi: Bălușești e Dochia.
Dochia è divenuto comune autonomo nel 2003, staccandosi dal comune di Girov.